# 1976年冬季残疾人奥林匹克运动会瑞士代表团
1976年冬季残疾人奥林匹克运动会瑞士代表团是瑞士派出的1976年冬季残疾人奥林匹克运动会代表团。获得10枚金牌、1枚银牌和1枚铜牌。